# Schloss Marienthal

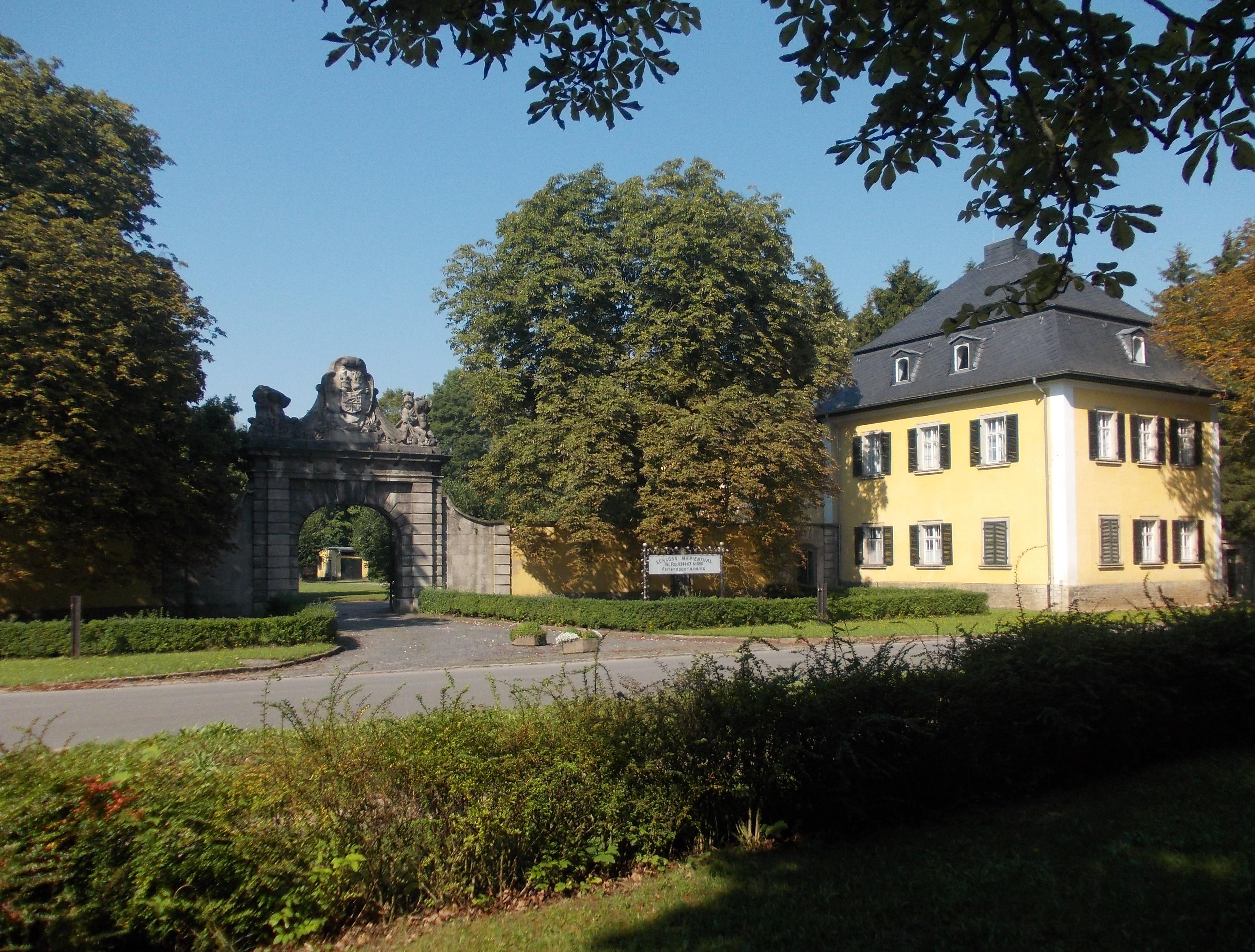
Blick auf das Schloss Marienthal und die erhaltene Toranlage

Das Schloss Marienthal, auch als Gutshof Marienthal oder Gutshaus Marienthal bezeichnet, ist ein denkmalgeschütztes Bauwerk in Marienthal, einem Ortsteil der Stadt Eckartsberga im Burgenlandkreis in Sachsen-Anhalt. Im örtlichen Denkmalverzeichnis ist das Schloss unter der Erfassungsnummer 094 81471 als Baudenkmal verzeichnet.

## Geschichte
Das Schloss wurde 1730 in der Nähe des abgerissenen Klosters Marienthal im Auftrag der Familie Münchhausen erbaut. Das Gebäude diente als Damenstift. Die Familie von Seebach kam 1742 in den Besitz des Schlosses und die Familie von Wilmowsky 1893, durch die Heirat 1846 von Karl von Wilmowski und Anna von Seebach auf Marienthal. Ein Teil des sogenannten Alten Schlosses wurde 1910 abgerissen und von 1913/14 durch den Architekten Paul Schulze-Naumburg für Tilo Freiherr von Wilmowsky und seine Frau Barbara Krupp neu erbaut. 
1950 wurden die letzten Reste des Alten Schlosses abgebrochen. Während der DDR-Zeit wurde das Schloss als Kinderkurheim genutzt. Seit 1996 befindet sich ein Großteil des Komplexes im Besitz der Familie Schreiber.

## Beschreibung
Das heutige Schloss ist eine barocke dreiflügelige Anlage. Der Südtrakt ist zweigeschossig und im neubarocken und frühklassizistischen Stil. Es sind im Südtrakt einige dekorierte Innenräume erhalten geblieben, darunter die Bibliothek und das Treppenhaus. Zum Schloss gehört der ebenfalls unter Denkmalschutz stehende Park Marienthal.